# Larraga
Larraga es una villa y un municipio español de la Comunidad foral de Navarra, situado en la comarca de Tafalla y en la Merindad de Olite, a 38,4 km de la capital de la comunidad, Pamplona. Su población en 2024 fue de 2133 habitantes

## Símbolos
Su blasón actual le fue otorgado en 1507 por don Juan de Albret y doña Catalina de Foix:

Y les damos por privilegio et libertad por armas, en un escudo o campo de oro un pie de raga con tre braças (ramas) de sínople con sus frutos de gules, para que aquellas puedantener, honrar y aprovechar a perpetuo.

En una carta de homenaje , el gobernador del reino , en 1276, puede verse el sello céreo que usaban durante la Edad Media: Un puente mazonado de cinco arcos, descansando sobre machones cilíndricos; en la parte superior un castillo de tres torres y en bordura la inscricción: SIGILLUN: CONCILL: DE: LARRAGA.

## Toponimia
El nombre Larraga se traduce en euskera como 'la zarza'. Se compone por la palabra «la(h)ar», 'zarza', y el sufijo que indica lugar: «-aga». La razón de este topónimo sería la abundancia de este tipo de vegetación en la zona. Cierta parte de la toponimia que encontramos en el término de Larraga procede del euskera. Ejemplos de ello son nombres como Muga, Artal, Duiderra, Larrahi, Nava (la) que demuestran que antiguamente hubo vestigios de la lengua vasca en la zona.
Otra de las teorías del origen del término sería la relación con la Tarraga de origen romano. Julio Caro Baroja afirmó que: «El acercar este nombre (Tarraga) a ‘Larraga' me parece etimología de sonsonete...» L. Michelena demuestra el posible paso en vascuence de t-, d- > l- ; y considera que podría considerarse que la identificación entre Larraga y Tarraga podría dar lugar al ejemplo más arcaico de este fenómeno.

## Geografía
Larraga está situada en la parte más occidental de la merindad de Olite, en la margen derecha de río Arga, a 38 km de Pamplona, con una altitud de 394 m s. n. m.. El terreno se accidenta en los montes de Larraga y San Marcos.
Larraga linda con Mendigorría por el norte, Oteiza por el oeste, Artajona y Tafalla por el este y Berbinzana por el sur.
| Noroeste: Oteiza | Norte: Mendigorría | Nordeste: Artajona       |
| Oeste: Oteiza    |                    | Este: Artajona y Tafalla |
| Suroeste: Lerín  | Sur: Berbinzana    | Sureste: Tafalla         |

## Historia
Antiguas edificaciones (como el castillo) sugieren guerras, asedios y saqueos, inseguridad, defensa y vigilancia. En la edad de hierro hubo ya un asentamiento humano (el primitivo Larraga), pasando más tarde por la época romana, de la que quedan restos de una calzada con un puente y en la Edad Media un castillo protector y vigía sobre la corona de un cerro por cuya vertiente oeste y suroeste se desparramó la villa, en los orígenes del Reino de Navarra.
Siempre se ha dicho que los primeros orígenes documentados de Larraga provenían de la villa romana Tarraga, citada por Plinio, incluso así aparecen en diversas enciclopedias muy bien consideradas. Aunque los datos encontrados recientemente parecen indicar que esta villa no coincide con la actual ubicación de Larraga lo que sí podemos afirmar es la presencia del Imperio romano aquí, ya que lo atestiguan el puente romano que hay saliendo de la gasolinera en dirección a Estella, a unos 500 metros.
Pero todavía hay más, ya que nos podemos remontar a épocas anteriores; quedan vestigios arqueológicos de asentamientos prehistóricos diseminados a lo largo de todo el término municipal.

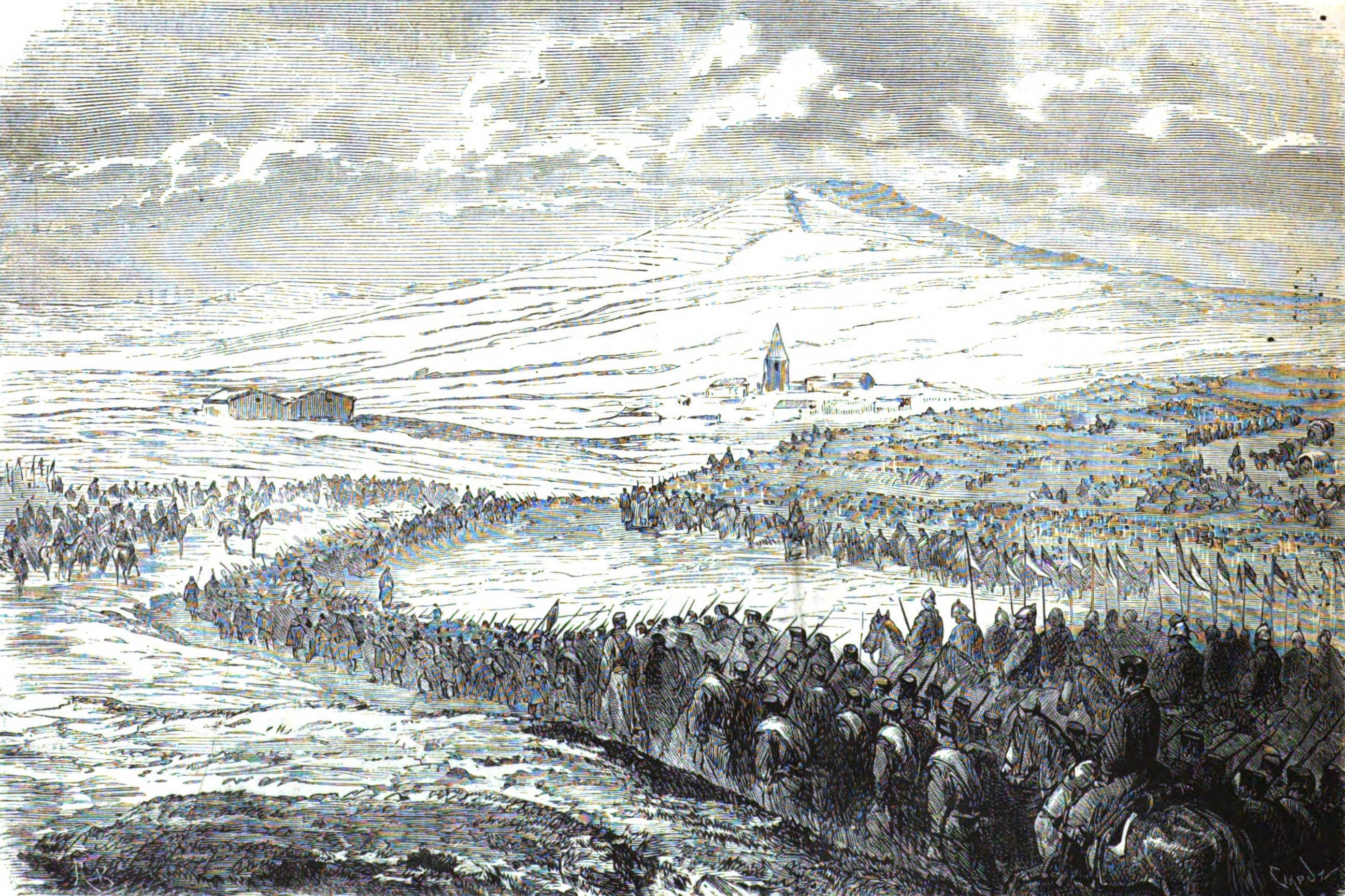
Larraga durante la tercera guerra carlista.—Marcha de tropas hacia la línea atrincherada del enemigo (1875)

Si vamos a la época medieval, resulta indiscutible el hecho de que se cita a esta localidad desde el siglo XI; vestigio suficiente es el Santo Cristo del Socorro, talla románica del siglo XII, que ha llegado hasta nuestros días con un fuerte arraigo. En 1193 Sancho el Sabio le concede su fuero privativo que fue aplicado con otras señaladas mercedesefensa de su castillo fue encomendada al concejo de la villa, señal de gran fidelidad y privilegio preciadísimo. Carlos II la hizo villa realenga. Juan de Albret y Catalina de Foix, además de darle su escudo, la hicieron buena villa, con asiento en Cortes.
En 1936 al inicio de la guerra civil española 46 personas fueron asesinadas, una de ellas fue la niña de 14 años que previamente fue violada, Maravillas Lamberto.
Larraga ha sido un pueblo fundamentalmente agrícola, que llegó a tener, en régimen cooperativo, bodegas, trujal, horno, trilladoras, etc. Con el declive de este modo de vida, también vino el declive demográfico de esta localidad, no tan acusado como otros enclaves que llegaron a desaparecer.

## Demografía
Larraga cuenta con una población de 2133 habitantes (INE 2024).
| Gráfica de evolución demográfica de Larraga entre 1842 y 2021                                                       |
| |
| Población de derecho según los censos de población del INE Población de hecho según los censos de población del INE |

## Administración y política
| Partido político                         | 2019  | 2019       | 2015  | 2015       | 2011  | 2011       | 2007  | 2007       | 2003  | 2003       | 1999  | 1999       | 1995  | 1995       | 1991  | 1991       |
| Partido político                         | %     | Concejales | %     | Concejales | %     | Concejales | %     | Concejales | %     | Concejales | %     | Concejales | %     | Concejales | %     | Concejales |
| Larraga Cuenta (LC)                      | 43,14 | 6          | 31,03 | 4          | —     | —          | —     | —          | —     | —          | —     | —          | —     | —          | —     | —          |
| Partido Socialista de Navarra (PSN-PSOE) | 21,29 | 2          | —     | —          | 29,39 | 3          | 36,19 | 4          | 29,27 | 3          | 14,52 | 1          | 14,42 | 1          | —     | —          |
| Euskal Herria Bildu (EH Bildu)-Bildu     | 20,26 | 2          | 22,47 | 2          | 28,23 | 3          | —     | —          | —     | —          | —     | —          | —     | —          | —     | —          |
| Iniciativa por Larraga (IXL)             | 13,82 | 1          | 17,51 | 2          | —     | —          | —     | —          | —     | —          | —     | —          | —     | —          | —     | —          |
| Agrupación Socialista de Larraga (ASL)   | —     | —          | 27,63 | 3          | —     | —          | —     | —          | —     | —          | —     | —          | —     | —          | —     | —          |
| Unión del Pueblo de Larraga (UPL)        | —     | —          | —     | —          | 38,22 | 5          | 38,1  | 4          | —     | —          | 42,6  | 4          | 41,87 | 4          | 57,84 | 5          |
| Independientes por Larraga (IL)          | —     | —          | —     | —          | —     | —          | 23,49 | 3          | 36,11 | 4          | 20,68 | 2          | 22,12 | 2          | —     | —          |
| Agrupación San Miguel (ASM)              | —     | —          | —     | —          | —     | —          | —     | —          | 25,32 | 2          | —     | —          | —     | —          | —     | —          |
| Euskal Herritarrok (EH)                  | —     | —          | —     | —          | —     | —          | —     | —          | —     | —          | 20,59 | 2          | —     | —          | —     | —          |
| Herri Batasuna (HB)                      | —     | —          | —     | —          | —     | —          | —     | —          | —     | —          | —     | —          | 20,54 | 2          | 39,15 | 4          |

## Cultura

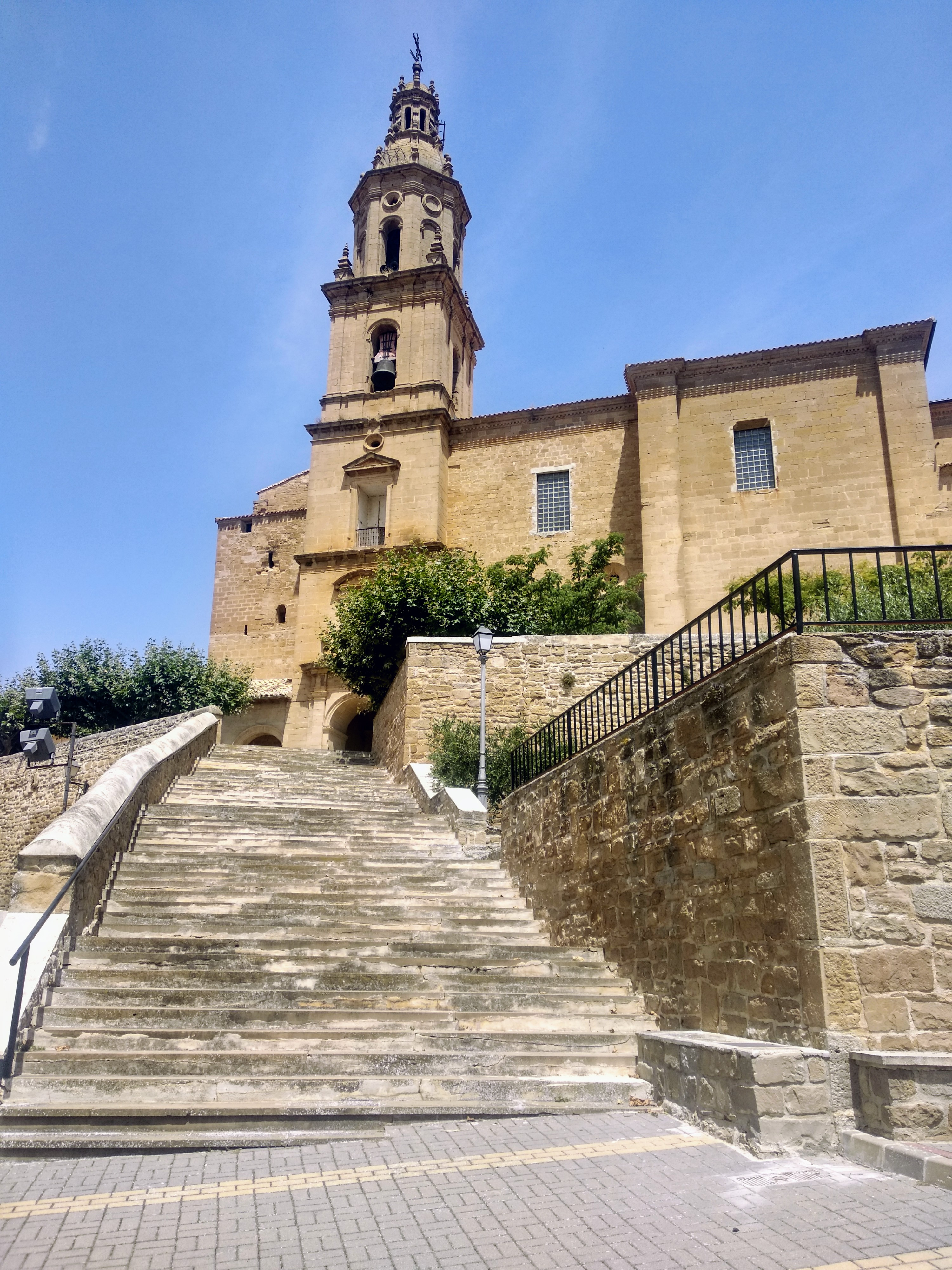
Iglesia de San Miguel Arcángel

### Patrimonio

#### Monumentos civiles
- Plaza de los Fueros
- Casa del Mayorazgo
- Frontón
- Excavaciones del antiguo castillo
- Antiguo puente romano

#### Monumentos religiosos
- Iglesia parroquial de San Miguel Arcángel
- Capilla de la Virgen Milagrosa

### Deporte
- Club Deportivo San Miguel
- Club de pádel Larraga
- Club ciclista Larraga
- Amigos del Cross de Reyes

### Fiestas
Fiestas en honor al Santo Cristo del Socorro el 3 de mayo
Fiestas de la Vaca Brava en julio
Fiestas patronales en honor a San Miguel del 5 al 11 de agosto
Fiestas en el Día de San Miguel Arcángel el 29 de septiembre